# Kokaviidika
Kokaviidika – wieś w Estonii, w prowincji Viljandi, w gminie Viljandi. Do 2013 w gminie Saarepeedi.
Archaiczne nazwy wsi to: Kocka Marti Widik (1751), Kokka Widiko Josep (1806), Коккавидика (1900), Kokaviidika (1945). Na początku XVIII wieku Koka znajdowała się pod wioską Harjaka (Harjakas). Przez wieś przepływa potok Koka. 